# Loranne Smans
Loranne Smans, né le 30 octobre 1997 à Mortsel en Belgique, est une snowboardeuse belge. 

## Biographie
Loranne Smans participe aux compétitions du Ticket to Ride World Snowboard Tour et de la FIS depuis 2011. Lors des Championnats du monde juniors de snowboard 2012 à la Sierra Nevada, elle se classe 25e en slopestyle et 24e en half-pipe, et lors des Championnats du monde juniors de snowboard 2013 à Erzurum, elle se classe 16e en half-pipe et 6e en slopestyle. Elle fait ses débuts en Coupe du monde en mars 2013 à Špindlerův Mlýn, qu'elle termine à la 38e place en slopestyle. Elle se classe 7e aux Championnats du monde juniors de snowboard 2014 à Chiesa in Valmalenco et 12e en slopestyle aux Championnats du monde juniors de snowboard 2015 à Yabuli. En février 2014, elle remporte le slopestyle lors des Audi Snowboard Series à Grindelwald. Aux Championnats du monde de snowboard 2015 au Kreischberg, elle se classe 16e en slopestyle et 7e en big air. En mars 2018, elle remporte la compétition de big air lors de la Coupe d'Europe à Götschen et obtient son premier podium en Coupe du monde à Québec en terminant 3e en big air. L'année suivante, elle est sacrée championne de Belgique de big air et se classe 23e en slopestyle aux championnats du monde de Park City. Lors de la saison 2019-2020, elle termine quatre fois dans le top 10, respectivement 9e en freestyle et en big air et 5e en slopestyle.

## Palmarès

### Coupe du monde
| Épreuve / Édition               | Slalom géant |
| ------------------------------- | ------------ |
| Coupe du monde 2017-2018 Québec | Bronze       |